# Lingua herero
La lingua herero (otjiherero) è una lingua della famiglia bantu (gruppo del Niger-Congo). È parlata dal popolo Herero, che conta circa 113.000 persone in Namibia e altre 20.000 circa in Botswana. La sua distribuzione linguistica copre un'area chiamata Hereroland, costituita principalmente dalle regioni di Omaheke, Otjozondjupa e Kunene. Minoranze di parlanti la lingua herero sono comunque diffuse in diverse aree della Namibia, soprattutto Windhoek e le altre città principali.
Gli himba, che sono correlati con gli herero, parlano un dialetto molto vicino alla lingua herero.